# 愛媛県道50号伯方島環状線
愛媛県道50号伯方島環状線（えひめけんどう50ごう はかたじまかんじょうせん）は、愛媛県今治市の伯方島を通る県道（主要地方道）である。

## 概要

### 路線データ
- 起点：今治市伯方町木浦（愛媛県越智郡伯方町大字木浦[1]）
- 終点：今治市伯方町木浦（愛媛県越智郡伯方町大字木浦[1]）

## 歴史
- 1993年（平成5年）5月11日 - 建設省から、県道伯方島環状線が伯方島環状線として主要地方道に指定される[1]。

## 路線状況

### 重複区間
- 国道317号（今治市伯方町木浦 - 今治市伯方町伊方）

## 地理

### 通過する自治体
- 今治市

### 交差する道路
- 国道317号（今治市伯方町木浦）
- 西瀬戸自動車道 伯方島IC（国道317号重複区間）
- 国道317号（今治市伯方町伊方）【北緯34度13分15.9秒 東経133度04分01.7秒 / 北緯34.221083度 東経133.067139度】

### 沿線にある施設など
重複区間を除く
- 西伯方郵便局
- 北木水産養殖場
- 今治市立伯方中学校
- 老人ホーム はかた寿園
- 今治市立伯方小学校
- 今治市役所伯方支所
- 伯方警察署